# Gymnocrotaphus curvidens
Gymnocrotaphus curvidens és un peix teleosti de la família dels espàrids i de l'ordre dels perciformes.
Gymnocrotaphus curvidens és l'única espècie del gènere Gymnocrotaphus. Pot arribar als 50 cm de llargària total. Es troba a les costes del sud-est de l'Atlàntic: és una espècie de peix endèmica de Sud-àfrica.